# أرخبيل تشاغوس
أرخبيل تشاغوس (/ˈtʃɑːɡoʊs/ أو /ˈtʃɑːɡəs/) (كانت تسمى سابقا باساس دي شاغاس) هي مجموعة من سبعة شعوب حلقية تضم أكثر من 60 جزيرة إستوائية في المحيط الهندي. تبعد حوالي 500 كيلومتر (310 ميل) من جنوب جزر المالديف. هذه الجزر هي الجزء الجنوبي من سلسلة جزر تشاغوس-لكديف. تقع جزر سالومون وجزيرة نيلسون وبيروس بانهوس في شمال الأرخبيل، وفي الجنوب الغربي توجد الإخوة الثلاثة وجزر النسر وجزر إيغمونت وجزيرة الخطر. أما في جنوب شرق الأرخبيل فتوجد جزيرة دييغو غارسيا وهي أكبر الجزر. 
سُكنت جزر شاغوس بالشاغوسيين منذ العام 1700 وهم أصلهم عبيد نقلهم الفرنسيون من أفريقيا والهند وكانوا يتحدثون لغة الكريول البوربون. طردت المملكة المتحدة الشاغوسيون بين عامي 1967 و1973 بعد طلب من الولايات المتحدة، التي أرادت إنشاء قاعدة دييغو غارسيا العسكرية على أرض استأجرتها لم يكن يقيم في الإقليم سوى موظفي الجيش الأمريكي والمدنيين الأمريكيين المتعاقدين منذ 1971. مُنع الشاغوسيين وكل من لا تسمح لهم حكومتا المملكة المتحدة والولايات المتحدة دخول الجزر.
عندما كانت موريشيوس مستعمرة فرنسية كانت الجزر تتبع موريشيوس (إيل موريس). تخلت فرنسا عن موريشيوس وملحقاتها لصالح المملكة المتحدة. في عام 1965 وفقًا لمعاهدة باريس في عام 1814. فصلت المملكة المتحدة أرخبيل شاجوس عن موريشيوس أثناء التحضير لاستقلال الأخيرة واسمت الجزر إقليم المحيط الهندي البريطاني (BIOT). استقلت موريشيوس عن المملكة المتحدة في عام 1968 ومنذ ذلك الوقت وموريشيوس تطالب بحكم أرخبيل تشاغوس.
أصدرت محكمة العدل الدولية قرار استشاري غير ملزم في عام 2019 يقضي بأن المملكة المتحدة "ملزمة بإنهاء إدارتها لأرخبيل نشاغوس في أقرب وقت ممكن" وأن على جميع الدول الأعضاء التعاون مع الأمم المتحدة لإنهاء استعمار موريشيوس. اعترف اليونسكو في ديسمبر من نفس بموسيقى Sega tambour Chagos كتراث ثقافي غير مادي لموريشيوس. صادقت الجمعية العامة للأمم المتحدة على قرار يؤكد ذلك في يناير 2021. أكدت المحكمة الدولية لقانون البحار في نفس العام أن المملكة المتحدة "لا تملك السيادة على جزر شاغوس" ويجب عليها إعادتها إلى موريشيوس.
منع الاتحاد البريدي العالمي استعمال طوابع إقليم المحيط الهندي البريطاني في أغسطس 2021، وهو ما اعتبره رئيس وزراء موريشيوس برافيند جوجناوث "خطوة مهمة نحو الاعتراف بسيادة موريشيوس على تشاغوس". غيرت موريشيوس قانونها الجنائي في ذلك العام أيضًا ليعاقب على "الإساءة إلى سيادة موريشيوس على أي جزء من أراضيها" بغرامة أو بالسجن لمدة تصل إلى عشر سنوات. نظرًا لأن هذا القانون يتجاوز الحدود الإقليمية فإنه يقيد قدرة الشاغوسيين في موريشيوس وحول العالم على التعبير عن آرائهم حول الوضع القانوني لجزر تشاغوس.
أعلنت الحكومة البريطانية في أكتوبر 2024 عزمها تسليم سيادة جزر تشاغوس إلى موريشيوس. انتقد بعض أفراد المجتمع الشاغوسي الاتفاقية لعدم تضمينهم في عملية اتخاذ القرار. أعرب الرئيس السابق لجزر المالديف محمد نشيد في نفس اليوم، عن رفضه لقرار نقل السيادة على جزر تشاغوس إلى موريشيوس لأن المالديف تطالب أيضا بالجزر ووصف القرار بغير مقبول.

## المناخ
يتمتع أرخبيل شاغوس بمناخ إستوائي محيطي؛ حار ورطب لكنه معتدل بتأثير الرياح التجارية.

## النزاع على أرخبيل تشاغوس
يستمر النزاع حول جزر شاغوس بين الهند وبريطانيا (والولايات المتحدة) وجزيرة موريشيوس، وجزر مالديڤ. وهي امتداد لجزر مالديف نفسها، والتي هي عبارة عن سلسلة جزر كانت مستعمرة بريطانية، ونالت استقلالها، ونسبة كبيرة من سكانها مسلمون. لكن، يسكن جزر تشاغوس خليط من الهنود والسريلانكيين، أو في الحقيقة، كانوا يسكنونها، لأن بريطانيا، باتفاق مع الولايات المتحدة، أجلتهم قبل ثلاثين سنة تقريبا، لتقدر الولايات المتحدة على بناء قاعدة دييغو غارسيا، أكبر الجزر. وبعد إعلان الرئيس السابق بوش الابن الحرب ضد الإرهاب، وزيادة الوجود العسكري الأمريكي في المنطقة، تضاعفت أهمية الجزيرة والتي لا يسكنها الآن غير العسكريين الأمريكيين وتابعين لهم.
يضم أرخبيل تشاغوس جزراً وادعة تعيش في هدوء في حضن المحيط الهندي، بالقرب من جزيرة موريشيوس الإفريقية، إلا ان ذلك الهدوء فارق المكان منذ 40 عاما، ولم يعد اليه حتى الآن، عندما لجأت الامبراطورية البريطانية قسرا إلى اخلاء هذه الجزر من سكانها الأصليين لتفسح المجال أمام اقامة قاعدة أميركية، ولاتزال محنة السكان المهجرين تراوح مكانها في أروقة المحاكم البريطانية والأوروبية، على الرغم من مرور كل ذلك الوقت، إنها مأساة إنسانية لطخت سمعة ومجد تلك الإمبراطورية التي لم تكن تغيب عنها الشمس.

### حق العودة إلى تشاغوس
ذهب سكان تشاغوس في عام 2000 إلى المحكمة العليا البريطانية، واستطاعوا أن يستردوا حقهم في العودة إلى جزرهم. وأوصى وزير الخارجية البريطاني السابق روبن كوك، بإعادة شهادة المواطنة البريطانية لسكان الجزر. واستطاع التشاغوسيون (عددهم الآن 450 شخصا) السفر إلى بريطانيا، للاحتفال بهذا النصر والانتظار في مدينة كرولي إلى أن يتم تسفيرهم إلى موطنهم، وبعد وفاة كوك، نكث وزير الخارجية البريطاني السابق جاك سترو بهذا الوعد، وأصدر قرارا بأن يظل الشاغوسيون في بريطانيا، وظلت هذه القضية قيد النظر امام محكمة حقوق الإنسان الأوروبية.
تم قتل وتعذيب المجموعة التى رفضت تسليم الجزيرة الولايات المتحدة وبريطانيا فى هذا الوقت أما بالحرق فى النيران او القاءهم فى المحيط وما تبقى منهم بقى مشرد فى كثير من الدول مثل انجلترا وامريكا وغيرها من بلاد أوروبا حتى الموت ولم ينج منهم الا عدد لا يذكر .

## جغرافيا

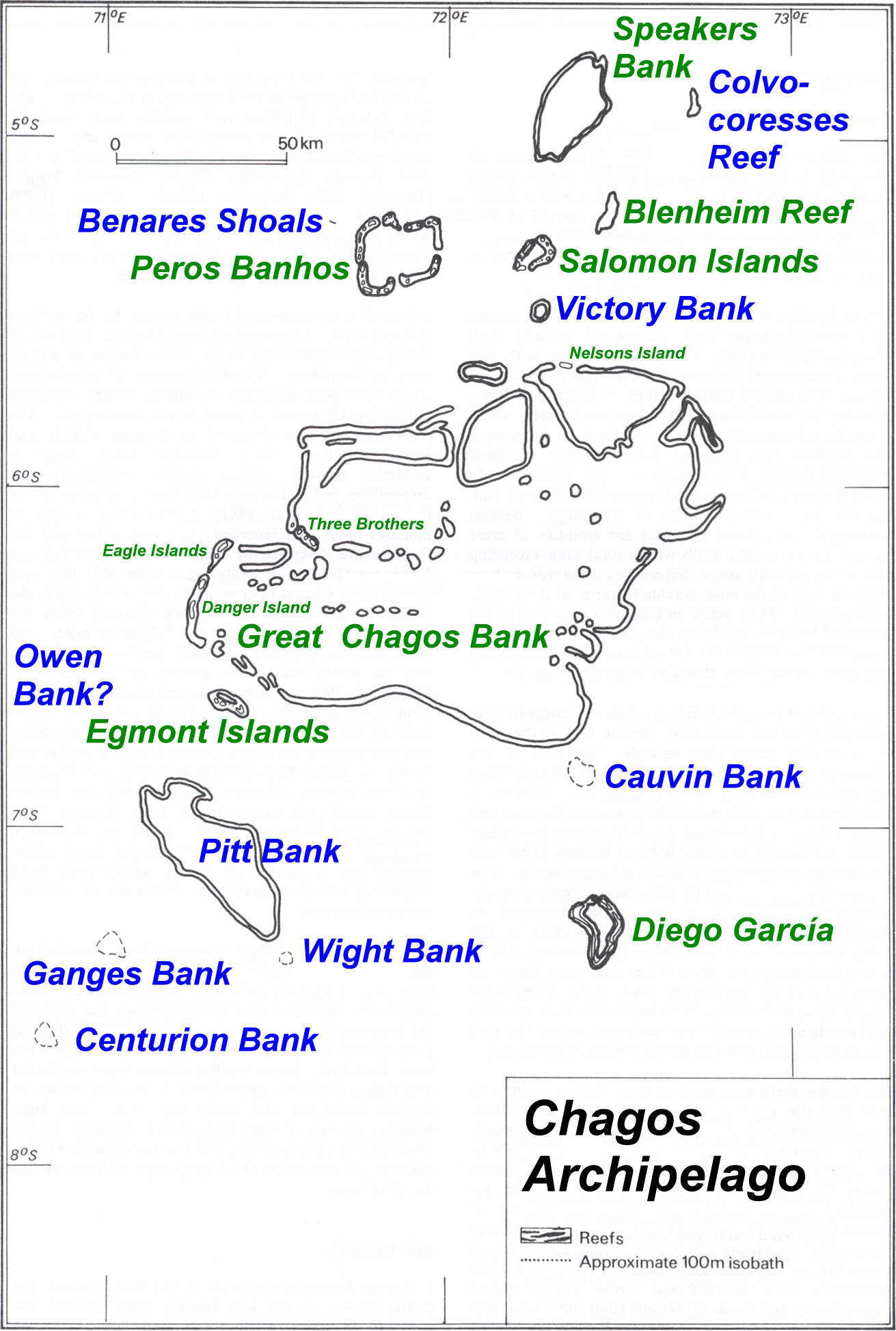
أرخبيل تشاغوس.
(شعب حلقي متضمنة الأراضي الجافة المكتوب أسمها باللون الأخضر)

المساحة الكاملة للجزر هي فقط 56.13 كم2, ومساحة جزيرة دييغو غارسيا وهي أكبر جزيرة 32.5 كم2. مجموع المساحة وهي تتضمن بحيرة شاطئة وشعوب حلقية أكثر من 15,000 كم2 وبمساحة 12,642 كم2 احتسبت الضفة تشاغوس الكبيرة, أكبر هيكل المرجانية معروف في العالم (وتتضمن ضفة سايا دي مالها التي تعتبر بشكل غير رسمي بأنها أكبر جزيرة مرجانية.). مساحة المنحدر القاري 20,607 كم2, و المنطقة الاقتصادية الخالصة, 
التي تقع على حدود منطقة المقابلة من جزر المالديف في الشمال، وتبلغ مساحتها 639,611 كم2 (من ضمنها المياه الإقليمية).
أكبر الجزر في أرخبيل تشاغوس هي ديغو غارسيا (32.5 كم2), إيغل (ضفة تشاغوس الكبيرة, 3.1 كم2), لي بير (بيروس بانهوس, 1.40 كم2), إيستر إيغمونت (جزر إيغمونت, 2.17 كم2), لي دو كوين (بيروس بانهوس, 1.32 كم2) ولي بودام (جزر سليمان, 1.27 كم2).
| 0                                                   | ضفاف غير مسمية                           | ضفاف مغمورة                                   | –     | 3     | –   |                                      |
| 1                                                   | شعاب كولفوكوريسيس المرجانية              | جزر مرجانية مغمورة                            | –     | 10    | –   |                                      |
| 2                                                   | ضفة سبيكرس                               | جزر مرجانية غير مغطاة نباتيا                  | 0.001 | 582   | 1)  |                                      |
| 3                                                   | شعاب بلينهايم المرجانية (Baixo Predassa) | جزر مرجانية غير مغطاة نباتيا                  | 0.02  | 37    | 4   |                                      |
| 4                                                   | برنار شولز                               | شعاب مرجانية مغمورة                           | –     | 2     |     |                                      |
| 5                                                   | بيروس بانهاس                             | جزر مرجانية                                   | 9.6   | 503   | 32  |                                      |
| 6                                                   | جزر سليمان                               | جزر مرجانية                                   | 3.56  | 36    | 11  |                                      |
| 7                                                   | ضفة فيكتوري                              | جزر مرجانية مغمورة                            | –     | 21    | –   |                                      |
| 8a                                                  | جزيرة نلسون                              | قسم من جزيرة مرجانية عملاقة Great Chagos Bank | 0.61  | 12642 | 1   |                                      |
| 8b                                                  | جزر ثري بروذرز (Trois Frères)            | قسم من جزيرة مرجانية عملاقة Great Chagos Bank | 0.53  | 12642 | 3   |                                      |
| 8c                                                  | جزر إيغلز                                | قسم من جزيرة مرجانية عملاقة Great Chagos Bank | 3.43  | 12642 | 2   |                                      |
| 8d                                                  | جزيرة دانجر                              | قسم من جزيرة مرجانية عملاقة Great Chagos Bank | 1.06  | 12642 | 1   |                                      |
| 9                                                   | جزر إيغمونت                              | جزر مرجانية                                   | 4.52  | 29    | 7   |                                      |
| 10                                                  | ضفة كافين                                | جزر مرجانية مغمورة                            | –     | 12    | –   |                                      |
| 11                                                  | ضفة أوين                                 | ضفاف مغمورة                                   | –     | 4     | –   |                                      |
| 12                                                  | ضفة بيت                                  | جزر مرجانية مغمورة                            | –     | 1317  | –   |                                      |
| 13                                                  | دييغو غارسيا                             | جزر مرجانية                                   | 32.8  | 174   | 42) |                                      |
| 14                                                  | ضفة غانجيس                               | جزر مرجانية مغمورة                            | –     | 30    | –   |                                      |
| 15                                                  | ضفة وايت                                 | جزر مرجانية مغمورة                            | –     | 3     | –   |                                      |
| 16                                                  | ضفة سنتوريون                             | جزر مرجانية مغمورة                            | –     | 25    | –   |                                      |
|                                                     | أرخبيل تشاغوس                            | أرخبيل                                        | 56.13 | 15427 | 64  | 04°54' to 07°39'S 70°14' to 72°37' E |
| 1) a number of drying sand cays                     |                                          |                                               |       |       |     |                                      |
| 2) main island and three islets at the northern end |                                          |                                               |       |       |     |                                      |